# Іліє Настасе
Іліє Нестасе (рум. Ilie Năstase, в радянській пресі Настасе; нар. 19 липня 1946, Бухарест, Румунія) — румунський тенісист-професіонал, багаторазовий чемпіон турнірів Великого шолома в одиночному розряді, парному розряді та міксті, в минулому перша ракетка світу.

## Досягнення
Виграв 88 турнірів (57 з них визнанні ATP) в одиночному та 45 у парному розряді.
Найкращі результати на турнірах серії Великого шолома:
- Переможець Відкритого чемпіонату Франції (1973) в одиночному розряді, чемпіон (1970) в парному розряді.
- Переможець Відкритого чемпіонату США (1972) в одиночному розряді, чемпіон (1975) в парному розряді, в парі Джиммі Коннорсом.
- Фіналіст Вімблдонського турніру (1972, 1976) в одиночному розряді, чемпіон (1973) в парному розряді, в парі із Джиммі Коннорсом.

Чотириразовий переможець Кубка Мастерс (1971, 1972, 1973, 1975) — другий результат після Івана Лендла та Піта Сампраса, які виграли кубок п'ять разів.
Перший в історії ATP отримав титул першої ракетки світу (23 серпня 1973), зберігав титул упродовж 40 тижнів.
Професійну кар'єру завершив у 1985.

## Скандали й дискваліфікація
Нестасе був відомий неоднозначною поведінкою ще за часів своїх виступів. Він перервав виграшну серію із 46 матчів Гільєрмо Віласа, використовуючи ракетку з подвійною натяжкою. Через кілька днів такі ракетки було заборонено. Він покидав корт у матчі проти Джона Макінроя на Відкритому чемпіонаті США 1979 року. 
У 2017 році Міжнародна федерація тенісу заборонила йому до 2021 року відвідувати тенісні матчі після скандальної поведінки під час гри на Кубок Федерації між Румунією та Великою Британією. Він тоді спитав у капітана британської команди Енн Кеотавонг номер її кімнати в готелі, зауважив жартома, що у Серени Вільямс мабуть народиться дитина кольору кави з молоком, що Серена сприйняла як образу, і полаявся з британськими журналістами. Пем Шрайвер пригадала, що він щоразу при зустрічі питав її, чи вона ще незаймана, доки вона не попросила його припинити — він припинив.

## Статистика

### Одиночний розряд
| Турнір                 | 1966 | 1967 | 1968 | 1969  | 1970  | 1971  | 1972   | 1973   | 1974  | 1975  | 1976  | 1977  | 1978  | 1979  | 1980  | 1981  | 1982  | 1983 | 1984 | 1985 | SR         | В–ПП       | %          |
| ---------------------- | ---- | ---- | ---- | ----- | ----- | ----- | ------ | ------ | ----- | ----- | ----- | ----- | ----- | ----- | ----- | ----- | ----- | ---- | ---- | ---- | ---------- | ---------- | ---------- |
| Australian Open        |      |      |      |       |       |       |        |        |       |       |       |       |       |       |       | 1к    |       |      |      |      | 0 / 1      | 0–1        | 0.00       |
| French Open            |      |      | 2к   | 1к    | ЧФ    | Ф     | 1к     | П      | ЧФ    | 3к    |       | ЧФ    |       | 1к    |       | 3к    | 2к    | 3к   | 1к   |      | 1 / 14     | 33–13      | 71.74      |
| Вімблдон               |      |      |      | 3к    | 4к    | 2к    | Ф      | 4к     | 4к    | 2к    | Ф     | ЧФ    | ЧФ    |       | 3к    | 1к    | 1к    |      |      |      | 0 / 13     | 35–13      | 72.92      |
| US Open                |      |      |      | 4R    |       | 3к    | П      | 2к     | 3к    | ЧФ    | ПФ    | 2к    |       | 2к    | 2к    | 1к    | 4к    | 1к   | 1к   | 1к   | 1 / 15     | 29–14      | 67.44      |
| Win–Loss               | 0–0  | 0–0  | 1–1  | 5–3   | 7–2   | 9–3   | 13–2   | 11–2   | 9–3   | 7–3   | 10–2  | 9–3   | 4–1   | 1–2   | 3–2   | 2–4   | 4–3   | 2–2  | 0–2  | 0–1  | 2 / 42     | 97–41      | 70.29      |
| The Masters            |      |      |      |       |       | W     | W      | W      | F     | W     |       |       |       |       |       |       |       |      |      |      | 4 / 5      | 22–3       | 88.00      |
| Davis Cup              | P    | P    | P    | F     | P     | F     | F      | SF     | QF    | P     | P     | QF    |       | P     | QF    |       | 1R    | 2R   | 1R   |      | 0 / 17     | 74–22      | 77.08      |
| Tournaments            | 0    | 0    | 2    | 11    | 11    | 19    | 32     | 29     | 27    | 25    | 23    | 20    | 22    | 21    | 19    | 26    | 24    | 11   | 12   | 4    | 338        | 338        | 338        |
| Усп                    | 0–0  | 0–0  | 0–0  | 1–2   | 2–3   | 7–11  | 12–16  | 15–18  | 6–11  | 5–9   | 6–13  | 3–5   | 2–5   | 0–1   | 0–0   | 0–2   | 0–0   | 0–0  | 0–0  | 0–0  | *59 / 96   | *59–37     | 61.46      |
| Загалом В–П            | 0–2  | 2–2  | 9–2  | 24–13 | 40–13 | 76–12 | 120–20 | 114–17 | 77–21 | 91–21 | 76–13 | 48–19 | 48–21 | 30–23 | 22–25 | 22–26 | 15–25 | 8–13 | 4–14 | 1–4  | 827/1133   | **827–306  | 72.99      |
| Рейтинг на кінець року | –    | –    | –    | –     | –     | –     | –      | 1      | 10    | 7     | 3     | 9     | 16    | 49    | 79    | 79    | 79    | 118  | 202  | 431  | $2,076,761 | $2,076,761 | $2,076,761 |

- * включно з 57 до-ATP та ATP титулами
- ** включно з 749 – 287 (загалом – 1036), що наводить ATP